# Marion Nestle

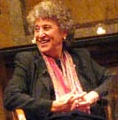
Marion Nestle

Marion Nestle ist eine US-amerikanische Ernährungsexpertin und Hochschullehrerin.
Von 1954 bis 1959 studierte sie an der University of California, Berkeley Biologie, bzw. Bakteriologie. 1968 promovierte sie nach einem weiteren Studium zum Ph.D. für Mikrobiologie. Bis 1976 arbeitete sie an der Brandeis University im Fachbereich Biologie als Assistenzprofessorin und Dozentin. Anschließend wechselte sie an die University of California, wo sie an verschiedenen Fakultäten Lehraufträge erhielt und parallel in der Verwaltung bis zur Direktorin der medizinischen Ausbildung aufstieg. Ihre Ausbildung schloss sie 1985 mit dem Master of Philosophy im Bereich Public Health und Ernährung ab.
Seit 1988 war sie an der New York University im Fachbereich Ernährung, Lebensmittelstudien und Allgemeine Gesundheit Professorin und Lehrstuhlinhaberin. Seit 2006 arbeitet sie dort ehrenamtlich als Professorin, dazu als Gastprofessorin an der Cornell University und in den Jahren 2006 und 2007 an der University of California.
Seit 2008 arbeitet sie beim San Francisco Chronicle und seit 2012 bei den Washington Square News der NYU als Kolumnistin im Bereich Ernährungsberatung.